# Pont-Saint-Esprit
Pont-Saint-Esprit é uma comuna francesa na região administrativa de Occitânia, no departamento de Gard. Estende-se por uma área de 18,49 km². Em 2010 a comuna tinha 10 588 habitantes (densidade: 572,6 hab./km²).